# Gabriel Rodríguez (historietista)
Gabriel Rodríguez Pérez (26 de mayo de 1974) es un ilustrador e historietista chileno, ganador de los premios Eisner y Haxtur. Es conocido principalmente por haber creado junto a Joe Hill la historieta Locke & Key.

## Biografía
Es hijo del ingeniero Gabriel Rodríguez Lazcano y de la periodista María Eugenia Pérez, y el mayor de siete hermanos. Se interesó por el dibujo desde joven, una actividad que sus padres fomentaron. Comenzó leyendo las historietas Mampato, Astérix el Galo y Las aventuras de Tintín, y con el paso de los años conoció a autores y artistas como Moebius, Alejandro Jodorowsky, Alan Moore y Frank Miller.
Estudió arquitectura en la Pontificia Universidad Católica de Chile. Después de titularse, distribuyó su tiempo entre el trabajo de arquitecto y las labores de dibujante. Uno de los trabajos que realizó durante sus inicios fue ilustrador del juego de cartas coleccionables Mitos y leyendas, de la editorial Salo. Buscando un puesto en la industria de la historieta, en 2002 ingresó a una selección de dibujantes organizada por la editorial IDW Publishing, que iba a publicar unos cómics basados en la serie de televisión CSI: Crime Scene Investigation. Rodríguez obtuvo el puesto, lo que implicó producir aproximadamente veinte páginas al mes.
A fines de 2007, la editorial le propuso trabajar junto al escritor Joe Hill, hijo de Stephen King, quien iba a desarrollar su propia historieta. Después de que Rodríguez dibujara uno bocetos iniciales en base a las ideas de Hill, ambos comenzaron a trabajar en el cómic, titulado Locke & Key, con la colaboración del editor Chris Ryall. La historia fue publicada entre 2008 y 2012, y traducida a 17 idiomas. En 2011 fue nominado a un premio Eisner en la categoría de mejor dibujante, pincelador o entintador, por su trabajo en esta serie, mientras que como cocreador recibió otras dos nominaciones, a la mejor historia unitaria y mejor serie continua.
Una vez terminada Locke & Key, trabajó para la editorial DC Comics en el cómic digital Adventures of Superman, escrito por B. Clay Moore. Los tres números en los que participó fueron publicados en 2014. Ese mismo año, IDW comenzó a publicar la historieta Little Nemo: Return to Slumberland, escrita por Eric Shanower e ilustrada por Rodríguez, la que estuvo basada en el personaje creado por Winsor McCay a comienzos del siglo XX. La obra ganó un premio Eisner en la categoría de mejor serie limitada, y un premio Haxtur a la mejor portada.
En 2017 debutó como guionista de cómics con la obra Sword of Ages, publicada por IDW Publishing. En la historia, que también dibujó, ocupó el mito artúrico para mezclar los géneros de la fantasía y la ciencia ficción. En abril de 2022 fue uno de los más de 48 historietistas que colaboraron en el libro antológico Comics for Ukraine: Sunflower Seeds de la organización Operation USA, editado por IDW Publishing, cuyas ganancias fueron donadas a los esfuerzos de socorro para refugiados ucranianos, afectados por la invasión rusa de Ucrania. Rodríguez colaboró con el guionista Mark Waid, creando personajes completamente nuevos para esta antología.
Colaboró con el historietista David Petersen en el cómic Mouse Guard: Dawn Of The Black Axe, perteneciente a la serie Mouse Guard, el que fue publicado por la editorial Boom! Studios en marzo de 2025.

## Premios y nominaciones
| Año  | Premio         | Obra                               | Categoría                                | Resultado |
| ---- | -------------- | ---------------------------------- | ---------------------------------------- | --------- |
| 2011 | Premios Eisner | Locke & Key                        | Mejor dibujante, pincelador o entintador | Nominado  |
| 2011 | Premios Eisner | Locke & Key                        | Mejor historia unitaria                  | Nominado  |
| 2011 | Premios Eisner | Locke & Key                        | Mejor serie continua                     | Nominado  |
| 2015 | Premios Eisner | Little Nemo: Return to Slumberland | Mejor serie limitada                     | Ganador   |
| 2015 | Premios Haxtur | Little Nemo: Return to Slumberland | Mejor portada                            | Ganador   |
| 2015 | Premios Haxtur | Little Nemo: Return to Slumberland | Mejor historieta corta                   | Nominado  |
| 2015 | Premios Haxtur | Little Nemo: Return to Slumberland | Mejor historieta larga                   | Nominado  |